# Distretto di Mogincual
Il distretto di Mogincual è un distretto del Mozambico, facente parte della Provincia di Nampula.